# إدوارد إدواردز
إدوارد إدواردز (بالإنجليزية: Edward Edwards)‏ (و. 1803 – 1879 م) هو عالم حيواني، من المملكة المتحدة، توفي عن عمر يناهز 76 عاماً.